# Ranunculus bingoeldaghensis
Ranunculus bingoeldaghensis är en ranunkelväxtart som beskrevs av Engin. Ranunculus bingoeldaghensis ingår i släktet ranunkler, och familjen ranunkelväxter. Inga underarter finns listade i Catalogue of Life.